# Leptobrachium hainanense
Leptobrachium hainanense es una especie  de anfibios de la familia Megophryidae.

## Distribución geográfica
Es endémica de los montanos de la isla de Hainan (China).

## Estado de conservación
Se encuentra amenazada de extinción por la pérdida de su hábitat natural.